# Щерю Райков
Щерю (Спиро) Райков е български опълченец (1877 – 1878) от Македония.

## Биография
Роден е 1846 година в Охрид, тогава в Османската империя.
Постъпва в Българското опълчение на 19 април 1877 година. Зачислен е в III дружина, IV рота. Участва във военните походи и боеве на дружината, ранен е в битката при Стара Загора на 19 юли 1877 година. Уволнен е на 28 април 1878 година.
Обявен е за почетен гражданин на Габрово през 1923 година заедно с останалите живи по това време опълченци, известни на габровци.
След Освобождението остава в Свободна България, живее в Сливен и в котелското село Кадърфаклии (днес Везенково). Прехранва се, работейки като надничар и кръчмар.
Умира на 29 май 1927 година.